# Luigi Riccio
Pour les articles homonymes, voir Riccio.
Luigi Riccio est un footballeur italien né le 28 décembre 1977 à Naples.

## Biographie
Riccio a commencé sa carrière professionnelle à Giarre, avant de passer à Pérouse. En 1997, il a fait un essai à Everton avant de rejoindre les Rangers en 1998. Il n'a fait qu'une seule apparition en tant que remplaçant lors d'un match de championnat contre Motherwell le 15 mai 1999. Riccio a également été un remplaçant non utilisé lors de la victoire mémorable des Rangers en championnat sur le terrain du Celtic en mai 1999. Il est parti pour le club belge KSK Beveren en 1999.
Retour en Italie en 2000 avec Pistoiese puis à Ternana, Ancône et enfin Piacenza, où il a joué et a été capitaine. Il a joué son dernier match le 29 mai 2011 pour Sassuolo.
À l'été 2012, il a suivi son ami Gennaro Gattuso (qu'il connaissait de son passage aux Rangers) au club suisse de Sion. Alors que Gattuso a été signé en tant que joueur, Riccio a été nommé en tant qu'assistant manager.
Le 19 juin 2013, Riccio a de nouveau suivi Gattuso, cette fois au club italien de Serie B de Palerme. Gattuso a été nommé nouveau manager, et Gattuso a nommé Riccio comme assistant. Riccio a suivi Gattuso à l'OFI Crete, à Pise, à Milan Primavera, et à l'équipe première de l'A.C. Milan. En décembre 2019, le duo a été engagé à Naples, en remplacement de Carlo Ancelotti.
Il est actuellement sélectionneur adjoint de l'équipe d'Italie.

## Carrière en club

### Joueur
- 1993-94 : Giarre Calcio  Italie
- 1994-95 : AC Pérouse  Italie
- 1995-96 : AC Pérouse  Italie
- 1996-97 : AC Pérouse  Italie
- 1997-98 : Rangers FC  Écosse
- 1998-99 : Rangers FC  Écosse
- 1999-00 : KSK Beveren  Belgique
- 2000-01 : AC Pistoiese  Italie
- 2000-01 : Ternana Calcio  Italie
- 2001-02 : Ternana Calcio  Italie
- 2001-02 : Ancône Calcio  Italie
- 2002-03 : Plaisance FC  Italie
- 2003-04 : Plaisance FC  Italie
- 2004-05 : Plaisance FC  Italie
- 2005-06 : Plaisance FC  Italie
- 2006-07 : Plaisance FC  Italie
- 2007-08 : Plaisance FC  Italie
- 2008-09 : Plaisance FC  Italie
- 2009-10 : US Sassuolo  Italie

### Entraîneur
- 2012-13 : FC Sion (adjoint de Gennaro Gattuso)  Suisse
- 2013 : Palerme FC (adjoint de Gennaro Gattuso)  Italie